# Paulus från Samosata
Paulus från Samosata var biskop av Antiokia från omkring 260 och räknas som den mest betydande representanten för den dynamistiska monarkianismen.
Enligt honom förenade sig vid Jesu födelse Guds logos (Guds förnuft eller vishet), vilken inte tänktes personligt skild från Gud, med människan Jesus, som annars till sin natur är "nedifrån". Den historiske Jesus är "bättre" än andra människor, då logos inneboende i honom är - visserligen inte till arten skilt, men - till måttet annorlunda än hos övriga människor.
År 269 e.Kr. samlades en synod av främst italienska biskopar i Antiokia, vid vilken man bland annat avsatte Paulus på grund av kätteri. Beslutet ifrågasattes dock, och det dröjde till 272 innan han slutligen avsattes, efter att den romerske kejsaren Aurelianus dömt till de italienska biskoparnas fördel.